# Pinocchio and Friends
Pinocchio and Friends è una serie animata italiana creata da Iginio Straffi, prodotta dalla Rainbow e Toonz Media Group per Rai Ragazzi e trasmessa da Rai Yoyo dal 2021.
È basata sul romanzo Le avventure di Pinocchio. Storia di un burattino di Carlo Collodi, ma è ambientata nel mondo moderno.

## Trama
Pinocchio è un burattino che vive nella magica Bottega delle Meraviglie di Geppetto assieme ai suoi amici: il Grillo Parlante e la piratessa Freeda.

## Personaggi
- Pinocchio: un burattino di legno che sogna di diventare un bambino vero. Combina sempre guai e adora esplorare il mondo e vivere tante avventure. I suoi amici sono Freeda, il Grillo Parlante e Lucignolo.
- Freeda: una bambola piratessa, inseparabile amica di Pinocchio. È ospite della bottega di Geppetto perché la sua barchetta è danneggiata.
- Grillo Parlante: amico di Pinocchio un po' maldestro, aiuta spesso Pinocchio, tranne quando ha lezione di ginnastica in palestra.
- Lucignolo: un ragazzino che cerca di farsi rispettare perché viene ritenuto da tutti un bugiardo, amico di Pinocchio e Freeda.
- Geppetto: è il padre di Pinocchio e sa costruire tante cose. Gestisce una bottega magica che è casa di Pinocchio e dei suoi amici.
- Fata Turchina: una giovane fata che vive nel Bosco Magico, maestra di Pinocchio e Freeda.
- Mangiafuoco: un burattinaio alla ricerca di nuove attrazioni da far esibire al gran teatro.
- Casimir: una scimmia servitore di Mangiafuoco.
- Il Gatto e la Volpe: un duo di ladri che collaborano insieme, acerrimi nemici di Pinocchio.
- Ondina: una sirena che quando si arrabbia emette una voce potentissima. È la nuova attrazione del gran teatro di Mangiafuoco.
- Mastro Ciliegia: gestisce un negozio di elettronica che ritiene migliore della bottega di Geppetto, con cui è sempre in competizione. E' sposato con una donna, Nora, e ha un figlio, Billy Bob, che va a scuola con Pinocchio e Freeda.
- Agnese: una grossa lumaca, governante della Fatina dai Capelli Turchini. Adora ascoltare la musica e spesso indossa delle cuffie.
- Medoro: il cane della Fatina dai Capelli Turchini.

### Doppiaggio
| Personaggio     | Doppiatore italiano   |
| --------------- | --------------------- |
| Pinocchio       | Francesca Rinaldi     |
| Freeda          | Monica Volpe          |
| Grillo Parlante | Andrea Lavagnino      |
| Geppetto        | Pierluigi Astore      |
| Fata Turchina   | Perla Liberatori      |
| Gatto           | Emiliano Reggente     |
| Volpe           | Franco Mannella       |
| Mangiafuoco     | Dodo Versino          |
| Mastro Ciliegia | Oreste Baldini        |
| Agnese          | Rachele Paolelli      |
| Lucignolo       | Stefano Broccoletti   |
| Ondina          | Maria Letizia Scifoni |
| Barbadolce      | Guido Di Naccio       |
| Kurz            | Alberto Bognanni      |
| Nora            | Deborah Ciccorelli    |
| Billy Bob       | Francesco Falco       |
| Strega del Mare | Michela Alborghetti   |

## Episodi
La serie è composta da 52 episodi di 12 minuti ciascuno.

### Stagione 1
| nº | Titolo                         | Prima TV          |
| -- | ------------------------------ | ----------------- |
| 1  | La bottega delle meraviglie    | 29 novembre 2021  |
| 2  | La fata dai capelli turchini   | 29 novembre 2021  |
| 3  | Lucignolo combinaguai          | 30 novembre 2021  |
| 4  | Una magica giornata a scuola   | 30 novembre 2021  |
| 5  | Il gran teatro di Mangiafuoco  | 1º dicembre 2021  |
| 6  | Provaci ancora, Pinocchio!     | 1º dicembre 2021  |
| 7  | Il ritorno di Mastro Ciliegia  | 2 dicembre 2021   |
| 8  | Medoro in pericolo!            | 2 dicembre 2021   |
| 9  | Una sirena al gran teatro      | 3 dicembre 2021   |
| 10 | La sfida di Mastro Ciliegia    | 3 dicembre 2021   |
| 11 | Il segreto del Grillo Parlante | 5 dicembre 2021   |
| 12 | La banda dei nonni             | 5 dicembre 2021   |
| 13 | Buon compleanno, Freeda        | 6 dicembre 2021   |
| 14 | Un bebè scatenato              | 27 marzo 2022     |
| 15 | Un regalo per Geppetto         | 28 marzo 2022     |
| 16 | L'invincibile Omegatron        | 31 marzo 2022     |
| 17 | Giocattoli per un giorno       | 29 marzo 2022     |
| 18 | Il mostro del fiume            | 30 marzo 2022     |
| 19 | Un Halloween da brividi        | 1º aprile 2022    |
| 20 | L'isola misteriosa             | 14 settembre 2022 |
| 21 | Un alieno in città             | 15 settembre 2022 |
| 22 | Il Grillo Pirata               | 16 settembre 2022 |
| 23 | La giornata dell'onestà        | 17 settembre 2022 |
| 24 | Guaio al Gambero Rosso         | 18 settembre 2022 |
| 25 | Il segreto di Freeda           | 19 settembre 2022 |
| 26 | Pinocchio, eroe dei mari       | 20 settembre 2022 |

### Stagione 2
1. Capitan Pinocchio
2. Il primo giorno di scuola
3. Il ritorno della strega
4. Attori per un giorno
5. Il club segretissimo
6. Scuola di pirati
7. Il concorso musicale
8. Una ciurma speciale
9. Capricci da star
10. La casa del mistero
11. Una fata per mamma
12. L'amico degli animali
13. La vera storia del Gatto e la Volpe
14. Aiuto, arriva la mamma!
15. No al lavoro, sì al gioco!
16. Super Pinocchio
17. La scatola misteriosa
18. Il panino scomparso
19. La pizza dei sogni
20. Pinocchio fotografo
21. Un, due, tre, Nora!
22. Freeda e il tesoro di Barbabrutta
23. Pinocchio capoclasse
24. Babbo Natale per un giorno
25. Mangiafuoco cuore d'oro
26. Vacanze forzate

## Produzione
La serie è prodotta in CGI dallo studio di animazione italiano Rainbow in collaborazione con la multinazionale indiana Toonz Media Group. Rainbow ha curato pre-produzione, post-produzione e supervisione, mentre le animazioni sono state realizzate da Toonz Media Group.

## Promozione
Un primo teaser trailer è stato diffuso il 26 dicembre 2020, mentre il trailer completo è stato pubblicato il 23 luglio 2021. I primi due episodi sono stati mostrati in anteprima alla 51ª edizione del Giffoni Film Festival. A settembre del 2021 la mascotte di Pinocchio ha sfilato sul tappeto rosso della 78ª Mostra del cinema di Venezia. Il 30 ottobre 2021 alcuni episodi sono stati mostrati alla 55ª edizione del Lucca Comics & Games e all'Italian TV Festival di Los Angeles.

## Distribuzione
La serie viene trasmessa su Rai Yoyo dal 29 novembre 2021. A dicembre del 2021 è stata acquistata dalla rete televisiva CBeebies della BBC.